# Valve Index
Valve Index (auch Index VR) ist ein Virtual-Reality-Headset des US-amerikanischen Computerspieleentwicklers Valve. Das System ist abwärtskompatibel mit SteamVR 1.0 Hardware. Das Headset wird unter Microsoft Windows und Linux unterstützt.

## Umfang

### Kamera und Erweiterungsfach
Auf dem Headset befindet sich eine Stereokamera, die für das Beobachten der Umgebung und maschinelles Sehen verwendet werden kann. Sie verfügt ebenfalls über einen USB-3.0-Anschluss sowie ein Erweiterungsfach für Entwickler.

### Display
Das Headset kann mit 120 Hz (Im experimentellen Modus mit bis zu 144 Hz) bei einer Auflösung von 1440 × 1600 Pixel pro Auge betrieben werden und setzt auf ein LC-Display. Das Sichtfeld (auch Field of View) soll um bis 20 Grad größer sein als bei der HTC Vive Pro und erreicht bis zu 135 Grad. Die Entfernung der Linsen und die Größe des Headsets können angepasst werden.

### Controller und Zubehör
Neben dem Headset sind in dem vollen Paket zwei sogenannte Knuckles-Controller enthalten, die über 87 verschiedene Sensoren zur Überwachung der Handbewegung und der eingesetzten Kraft verfügen und so die Finger möglichst originalgetreu virtuell abbilden können. Sie verfügen zudem über ein Trackpad mit mehreren Knöpfen an der Seite, das für die Daumen ausgelegt ist, und vier Knöpfen für die vier weiteren Finger. Zum Tracking wird eine überarbeitete Version von Valve’s Lighthouse, SteamVR 2.0, genutzt, wofür mindestens eine Basisstation benötigt wird.

### Weiteres Zubehör
Weiterhin sind integrierte Off-Ear-Kopfhörer und ein Mikrofon. Im Gesamtpaket werden zwei verbesserte Basisstationen zum Tracking der Kopf- und Handbewegungen mit einer besseren Reichweite und Laserortung mitgeliefert. Die integrierte Klinkenbuchse ermöglicht den Betrieb von Kopfhörern dritter.

## Systemvoraussetzungen
Für das Betreiben des Headsets sollte der Computer mindestens die folgenden Voraussetzungen erfüllen:
- Betriebssystem: Windows 10, SteamOS, Linux
- Arbeitsspeicher: 8 GB RAM
- Prozessor: Dual Core mit Hyper-Threading
- Grafikkarte: Nvidia Geforce GTX 970, AMD Radeon RX 480
- Anschlüsse: Displayport 1.2, USB 3.0, Internet[5]

## Geschichte
Valve ist für die Computerspiele-Vertriebsplattform Steam bekannt und optimiert diese seit 2015 auch für VR-Spiele durch SteamVR. Am 1. März 2015 stellte Valve die VR-Brille HTC Vive vor, die in einer Kooperation mit HTC entstanden ist.
Am 28. Juni 2019 erschien eine eigene VR-Brille von Valve, die den Namen Valve Index bzw. Index VR trägt. Das Headset wurde erstmals im April 2019 angekündigt und sollte ursprünglich bereits im Mai erscheinen. Seit Mai 2019 ist das Headset vorbestellbar.

## Kosten
Das Headset ohne Zubehör kostet 539 Euro. Das Paket mit dem neuen Controller kostet 799 Euro. Das volle Set bestehend aus Headset, Controllern und zwei Basisstationen 2.0 kostet 1079 Euro (999 US-Dollar). Die Controller einzeln kosten 299 Euro und eine Basisstation kostet 159 Euro.

## Kritik
Adi Robertson von The Verge vergibt an das Headset acht von zehn Punkten und lobt die Bild- und Audioqualität, das Sichtfeld, den Tragekomfort und die innovative Fingersteuerung mit den Knuckles-Controllern. Kritisiert werden auf der anderen Seite der hohe Preis, das umständliche und einsteigerunfreundliche Tracking, ein fehlendes haptisches Feedback bei den Controllern und die vielen störenden Kabelverbindungen.
Für Nutzer und Entwickler bietet das Headset viele Anpassungsmöglichkeiten. Ebenfalls wird die geringe Anzahl der Spiele, die die Controller unterstützten, kritisiert: Aktuell liegt diese bei nur 40 Spielen, von denen die meisten auch nicht die vollen Möglichkeiten der Steuerung ausschöpfen. Eine ähnliche Meinung teilt Devindra Hardawar von Engadget.
Teils bemängeln Kritiker, dass das Headset nur ein LC- und kein OLED-Display verwendet. Allerdings konnte dadurch der Fliegengittereffekt für eine bessere Immersion verringert werden. Dafür mangelt es jedoch an stärkeren Kontrasten.